# Partecipanti alla Vuelta a Andalucía 2024
Elenco dei partecipanti alla Vuelta a Andalucía 2024.
La Vuelta a Andalucía 2024 è stata la settantesima edizione della corsa. Alla competizione presero parte 15 squadre: 7 con licenza UCI World Tour 2024 e 8 UCI ProTeam.
Partenza con 103 ciclisti accreditati.

## Corridori per squadra
Nota: R ritirato, NP non partito, FT fuori tempo, SQ squalificato
| UAE Team Emirates               | UAE Team Emirates               | UAE Team Emirates               | Bahrain Victorious     | Bahrain Victorious       | Bahrain Victorious     | Movistar Team          | Movistar Team          | Movistar Team          |
| ------------------------------- | ------------------------------- | ------------------------------- | ---------------------- | ------------------------ | ---------------------- | ---------------------- | ---------------------- | ---------------------- |
| N°                              | Ciclista                        | Clas.                           | N°                     | Ciclista                 | Clas.                  | N°                     | Ciclista               | Clas.                  |
| 1                               | Igor Arrieta                    | -                               | 11                     | Santiago Buitrago        | -                      | 21                     | Jorge Arcas            | -                      |
| 2                               | Juan Ayuso                      | -                               | 12                     | Damiano Caruso           | -                      | 22                     | Jon Barrenetxea        | -                      |
| 3                               | Domen Novak                     | -                               | 13                     | Jack Haig                | -                      | 23                     | Ruben Guerreiro        | -                      |
| 4                               | Tim Wellens                     | -                               | 14                     | Wout Poels               | -                      | 24                     | Gonzalo Serrano        | -                      |
| 5                               | Alessandro Covi                 | -                               | 15                     | Fran Miholjević          | -                      | 25                     | Nelson Oliveira        | -                      |
| 6                               | Marc Soler                      | -                               | 16                     | Jasha Sütterlin          | -                      | 26                     | Gregor Mühlberger      | -                      |
| 7                               | Rafał Majka                     | -                               | 17                     | Antonio Tiberi           | -                      | 27                     | Javier Romo            | -                      |
| Team Jayco AlUla                | Team Jayco AlUla                | Team Jayco AlUla                | Astana Qazaqstan Team  | Astana Qazaqstan Team    | Astana Qazaqstan Team  | Alpecin-Deceuninck     | Alpecin-Deceuninck     | Alpecin-Deceuninck     |
| N°                              | Ciclista                        | Clas.                           | N°                     | Ciclista                 | Clas.                  | N°                     | Ciclista               | Clas.                  |
| 31                              | Alessandro De Marchi            | -                               | 41                     | Lorenzo Fortunato        | -                      | 51                     | Nicola Conci           | -                      |
| 32                              | Welay Hagos Berhe               | -                               | 42                     | Max Kanter               | -                      | 52                     | Robbe Ghys             | -                      |
| 33                              | Lawson Craddock                 | -                               | 43                     | Rüdiger Selig            | -                      | 53                     | Jimmy Janssens         | -                      |
| 34                              | Amund Grøndahl Jansen           | -                               | 44                     | Vadim Pronskij           | -                      | 54                     | Timo Kielich           | -                      |
| 35                              | Christopher Juul Jensen         | -                               | 45                     | Daniil Marukhin          | -                      | 55                     | Axel Laurance          | -                      |
|                                 |                                 |                                 | 46                     | Gleb Brusenskij          | -                      | 56                     | Siebe Roesems          | -                      |
| 47                              | Santiago Umba                   | -                               | 57                     | Lennert Belmans          | -                      |                        |                        |                        |
| Decathlon AG2R La Mondiale Team | Decathlon AG2R La Mondiale Team | Decathlon AG2R La Mondiale Team | Burgos-BH              | Burgos-BH                | Burgos-BH              | Team Polti Kometa      | Team Polti Kometa      | Team Polti Kometa      |
| N°                              | Ciclista                        | Clas.                           | N°                     | Ciclista                 | Clas.                  | N°                     | Ciclista               | Clas.                  |
| 61                              | Alex Baudin                     | -                               | 71                     | Sebastián Mora           | -                      | 81                     | Mattia Bais            | -                      |
| 62                              | Dries De Bondt                  | -                               | 72                     | Antonio Angulo           | -                      | 82                     | Matteo Fabbro          | -                      |
| 63                              | Sander De Pestel                | -                               | 73                     | José Manuel Díaz         | -                      | 83                     | Alex Martín            | -                      |
| 64                              | Felix Gall                      | -                               | 74                     | Sinuhé Fernández         | -                      | 84                     | David Martín           | -                      |
| 65                              | Paul Lapeira                    | -                               | 75                     | Jetse Bol                | -                      | 85                     | Diego Sevilla          | -                      |
| 66                              | Oliver Naesen                   | -                               | 76                     | Ander Okamika            | -                      | 86                     | Fernando Tercero       | NP 3ª                  |
| 67                              | Andrea Vendrame                 | -                               | 77                     | Eric Fagúndez            | -                      | 87                     | Andrea Pietrobon       | -                      |
| Lotto Dstny                     | Lotto Dstny                     | Lotto Dstny                     | Euskaltel-Euskadi      | Euskaltel-Euskadi        | Euskaltel-Euskadi      | Equipo Kern Pharma     | Equipo Kern Pharma     | Equipo Kern Pharma     |
| N°                              | Ciclista                        | Clas.                           | N°                     | Ciclista                 | Clas.                  | N°                     | Ciclista               | Clas.                  |
| 91                              | Victor Campenaerts              | -                               | 101                    | Gotzon Martín            | -                      | 111                    | Jon Agirre             | -                      |
| 92                              | Milan Menten                    | -                               | 102                    | Mikel Bizkarra           | -                      | 112                    | Jorge Gutiérrez        | -                      |
| 93                              | Jasper De Buyst                 | -                               | 103                    | Joan Bou                 | -                      | 113                    | José Félix Parra       | -                      |
| 94                              | Sébastien Grignard              | -                               | 104                    | Mikel Iturria            | -                      | 114                    | Pablo Castrillo        | -                      |
| 95                              | Sylvain Moniquet                | -                               | 105                    | Ibai Azurmendi           | -                      | 115                    | Ibon Ruiz              | -                      |
| 96                              | Eduardo Sepúlveda               | -                               | 106                    | Luis Ángel Maté          | -                      | 116                    | Antonio Jesús Soto     | -                      |
| 97                              | Maxim Van Gils                  | -                               | 107                    | Iker Mintegi             | -                      | 117                    | Urko Berrade           | -                      |
| Team Flanders-Baloise           | Team Flanders-Baloise           | Team Flanders-Baloise           | Caja Rural-Seguros RGA | Caja Rural-Seguros RGA   | Caja Rural-Seguros RGA | Q36.5 Pro Cycling Team | Q36.5 Pro Cycling Team | Q36.5 Pro Cycling Team |
| N°                              | Ciclista                        | Clas.                           | N°                     | Ciclista                 | Clas.                  | N°                     | Ciclista               | Clas.                  |
| 121                             | Kamiel Bonneu                   | -                               | 131                    | Joel Nicolau             | -                      | 141                    | Mark Donovan           | -                      |
| 122                             | Ward Vanhoof                    | -                               | 132                    | Fernando Barceló         | -                      | 142                    | Frederik Frison        | -                      |
| 123                             | Elias Maris                     | -                               | 133                    | Sebastian Berwick        | -                      | 143                    | Carl Fredrik Hagen     | -                      |
| 124                             | Toon Clynhens                   | -                               | 134                    | Jefferson Alveiro Cepeda | -                      | 144                    | Fabio Christen         | -                      |
| 125                             | Lars Craps                      | -                               | 135                    | David González           | -                      | 145                    | Jannik Steimle         | -                      |
| 126                             | Yentl Vandevelde                | -                               | 136                    | Joseba López             | -                      | 146                    | James Whelan           | -                      |
| 127                             | Dylan Vandenstorm               | -                               | 137                    | Mulu Kinfe Hailemichael  | -                      | 147                    | Damien Howson          | -                      |